# Сьо Ен
Сьо Ен (яп. 尚圓; 1415 — 28 липня 1476) — 7-й ван Рюкю в 1469—1476 роках. Засновник Другої династії Сьо.

## Життєпис

### Кар'єра
Походив з селянської родини на о. Ідзена або Іхея. Народився 1415 року, отримавши ім'я Канамару. Після смерті його батьків він зобов'язався утримувати свою велику родину. Пізніше він одружився з місцевою дівчиною. Домігся значних врожаїв у своєму господарстві, що викликало заздрість у сусідів. Одного разу під час посухи він був звинувачений в крадіжці води, це було злочином в громаді, яка залежала від водних ресурсів. Вимушений був втекти з острова, залишивши родини. Оселився в селі Гінама на північному сході Окінави. Там він жив 5 років, але знову вступив у протиріччя з сусідами. Звідси 1441 року втік до Сюрі, де знайшов роботу в будинку Сьо Тайкю, принца Геку. Згодом став одним з наближених його радників. 1453 року останній став ваном Рюкю. Невдовзі Канамару отримав посаду державного скарбничого.
У 1459 року призначається на одну з найвідповідальніших посад — омо-но-гусуку-осасу-но-собакан (відповідальний за морську торгівлю і управління в Наха). Він також отримав земельні володіння домен Утіма з титулом удун.
У 1460 року після смерті Сьо Тайкю, на престол вступив його спадкоємець — Сьо Току. Утіма Канамару стає його першим міністром. Виступав проти активної загарбницької політики вана та великих витрат на будівельні проєкти. 1468 року Канамару подав у відставку і усамітнився в районі Утіма в м. Нісіхара. Сьо Току раптово помер 1469 року. Невдовзі Канамару підняв повстання, не дозволивши синам померлого сісти на трон. Його підтримала знать та духовенство, яке було невдоволене політикою Сьо Току. Більшість членів родини Току було страчено або вигнано з Окінави. Новим ваном оголосили Канамару під ім'ям Сьо Ен, що став засновником Другої династії Сьо.

### Панування
Продовжив робудову столиці держави. 1470 року наказав звести браму ворота Дзуйсенмон. 1472 року отримав від китайської імперії Мін підтвердження свого статусу. Спрямував зусилля на зміцнення свого роду на троні. Заборонив представникам поваленого роду повертатися та вступати в шлюби з представниками свого роду. також посмертно оголосив свого батько удуном острова Ідзен. Також спорудив гробницю над могилою батько, наказавши їй поклонятися. Свою сестру зробив норо (верховною жрицею) храму династії Сьо.
В своїй політиці спирався на оновлений бюрократичний апарат, який вдосконалював за китайським зразком. 1474 року втрутився в боротьбу за владу на о. Міяко, де визнав адзі Накасоне-туїмію з клану Мегуро-муітуїмія
Помер Сьо Ен 1476 року. Йому спадкував брат Сьо Сен'ї.